# Válber Costa
Válber da Silva Costa ou simplesmente Válber (São Luís, 6 de dezembro de 1971) é um ex-futebolista brasileiro.

## Carreira
Válber iniciou a carreira aos 20 anos de idade no Santa Cruz, chamando a atenção do Mogi Mirim, para onde se transferiu. O que poderia ter sido apenas mais uma transferência foi, na realidade, o divisor de águas na carreira do jogador.
Junto com Rivaldo e Leto no Mogi Mirim, fez parte do célebre "Carrossel Caipira" comandado pelo técnico Vadão. O esquema 3-5-2 na época era considerado exótico. Apesar de incomodar muitas equipes grandes no Paulistão de 92, o Mogi Mirim morreu na praia. No entanto, Válber foi o artilheiro da competição com 17 gols.
Com as ótimas atuações, o Corinthians não perdeu tempo e contratou Válber. O Alvinegro ainda trouxe do Mogi Mirim, o lateral-esquerdo Admílson, Rivaldo e Leto, mas estes, por empréstimo. Quatro reforços para disputar o Torneio Rio-São Paulo e o Campeonato Brasileiro, ambos de 1993. No fim do ano, em novembro, teve sua primeira e única aparição pela Seleção Brasileira, em amistoso contra a Alemanha, convocado pelo técnico Carlos Alberto Parreira, que na ocasião, estaria testando alguns jogadores.
Em 1994, Válber transferiu-se para o Yokohama Flügels, do Japão. No ano seguinte, retornou ao Brasil para defender o Palmeiras, onde atuou justamente na entressafra de títulos de 1995 sob o comando dos técnicos Valdir Espinosa e Carlos Alberto Silva. Sem espaço após a reformulação que resultaria na máquina alviverde do ano seguinte, o jogador foi defender o Inter-RS. Seis meses depois, desembarcava em São Januário. No Vasco, ao lado de Juninho Pernambucano, Válber teve um início empolgante, com direito a gol na estreia. No entanto, a fase do time não ajudou e, depois de 15 gols em 48 jogos, o meia  novamente voltou para a equipe japonesa do Yokohama Flügels em 1997.
Posteriormente em 1998, defendeu Goiás e Ponte Preta. Teve um último retorno ao Japão em 1999, agora para atuar no Yokohama F. Marinos. Depois jogou pelo time do Atlético-PR de 2000 e 2001, mas, por incrível que pareça, não fez parte do grupo Campeão Brasileiro. Após sua saída do Furacão, passou novamente pelo Mogi Mirim e Santa Cruz. Encerrou a carreira prematuramente aos 33 anos de idade.

## Títulos
Mogi Mirim
- Copa 90 anos de Futebol: 1992

## Artilharia
Mogi Mirim
- Campeonato Paulista de 1992 - (17 gols)[1]